# Metropolitan Borough of St. Helens
Metropolitan Borough of St. Helens – dystrykt metropolitalny w hrabstwie ceremonialnym Merseyside w Anglii.

## Miasta
- Earlestown
- Newton-le-Willows
- Rainford
- St Helens

## Inne miejscowości
Billinge, Blackbrook, Bold, Clock Face, Crank, Eccleston, Garswood, Haydock, Moss Bank, Old Boston, Parr, Rainhill, Ravenhead, Sutton, Thatto Heath, Windle.